# St. Michael (Völs)

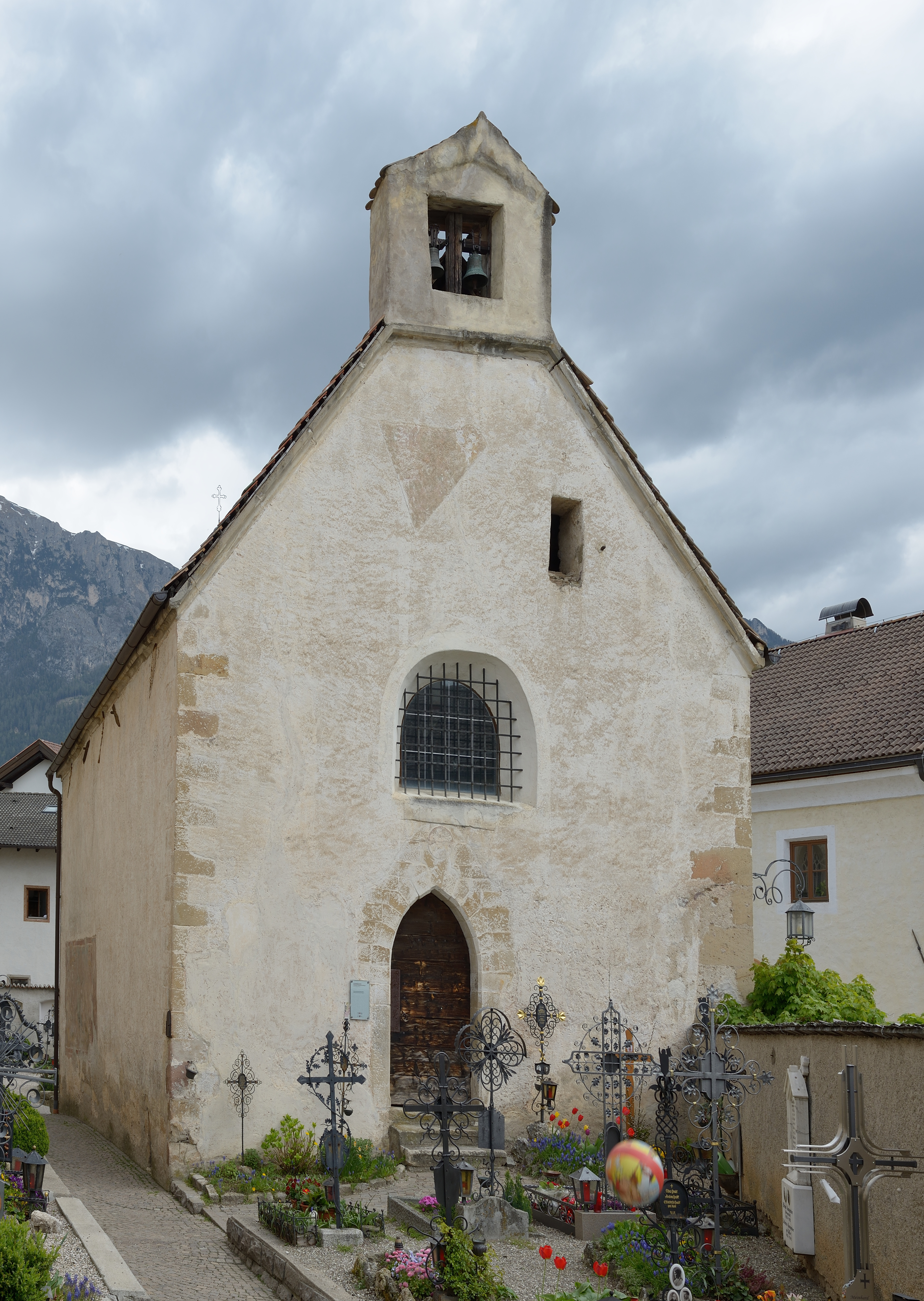
St. Michael am Friedhof

St. Michael am Friedhof ist eine Kapelle am Friedhof der Pfarrkirche Maria Himmelfahrt in Völs. Der Bau ist in zwei Geschosse unterteilt. Unten befindet sich das ursprüngliche Beinhaus, oben ein Kultraum, im Westen schließt das Gebäude mit einer Glockenmauer ab. 
Die Kapelle wurde in der Bauzeit der zweiten Pfarrkirche, also im 12. Jahrhundert, errichtet. Aus dieser Zeit stammt die Rundapsis, die markant an der Ostfassade hervorsteht, andere Bauelemente wie die beiden Rundbogenfenster wurden aber vermutlich erst zu späterer Zeit vermauert. Im Dorfbrand von 1440 wurde das Gebäude beschädigt, aber sehr schnell wieder instand gesetzt. Die alte Holzdecke des Obergeschosses wurde dabei durch ein spätgotisches Sterngewölbe mit Rippen ersetzt.
1724 wurde auf Anordnung der kirchlichen Obrigkeit die Gruft aufgebrochen und, nachdem man die Gebeine entfernt hatte, zu einer Totenkapelle umgestaltet. Die Wände wurden mit barocken Motiven ausgemalt: Ein Tod, der Pfeile schießt, Chronos mit Stundenglas und Sense, sowie mehrere Bußsprüche und eine große Pietà.
Die Oberkapelle, die im 20. Jahrhundert als Abstellraum und kurzzeitig als Theatersaal diente, gab im Zuge der Restaurierung 1979 einige Kunstwerke frei. An der Ostwand fand man Fresken aus dem frühen 15. Jahrhundert. Sie stellen die Verkündigung Mariens dar: Maria sitzt an einem Lesepult, während Gabriel sie segnet und Gottvater das Jesuskind aus seinen Armen in ihre Richtung entlässt. Die Szene wird von 6 Heiligen begleitet, die jedoch vom später hinzugefügten Gewölbe teilweise verdeckt werden.
Heute befindet sich im Obergeschoss das Völser Pfarrmuseum, das erste Pfarrmuseum Südtirols.
An der Nordfassade befindet sich ein 1980 entdecktes Wandbild, das älteste bisher bekannte in Völs. Das Fresko aus dem 14. Jahrhundert stellt die Anbetung der Könige dar, ein in der Gegend sehr beliebtes Motiv. Die Szene zeigt von links nach rechts Josef, der ein bisschen abseits steht, Maria mit Kind, die drei Weisen, einen Diener mit Pferd, sowie einen nicht näher bestimmten Heiligen. Gleichwohl das Fresko technisch gut gemalt wurde, ist es sehr schlecht erhalten.